# Guerra submarina

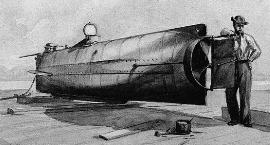
El CSS H. L. Hunley fue el primer submarino que hundió una nave enemiga durante el combate

La guerra submarina es una de las tres áreas operacionales de la guerra naval. La guerra submarina a su vez comprende la guerra submarina de ataque, las actividades antisubmarinos, la guerra de minas y las contramedidas para minas. Cada tipo posee elementos y estrategias especializadas que explotan las ventajas tácticas propias e inherentes del tipo.
La guerra submarina moderna consiste en gran medida de submarinos nucleares y diésel que están equipados con armamentos (tales como torpedos, misiles o armas nucleares), y un avanzado equipamiento de medición, para atacar otros submarinos, naves, u objetivos en tierra firme. Los submarinos también son utilizados para tareas de reconocimiento y desembarco de tropas especiales, y disuasión. En algunas armadas pueden ser utilizado para observar a las fuerzas de tareas. La efectividad de la guerra submarina depende en parte de las acciones antisubmarinas que se utilicen en su contra.

## Historia

### Guerra Civil en Estados Unidos
La guerra submarina tuvo sus inicios en la guerra civil estadounidense. En la década de 1860 la guerra naval sufre varios e importantes cambios. Las armadas de los Estados Unidos y de los Estados Confederados desarrollan varios tipos novedosos de buques de guerra. El submarino fue uno de los nuevos conceptos desarrollados. El primer hundimiento de un buque enemigo por un submarino ocurrió el 17 de febrero de 1864, cuando el submarino confederado CSS H.L. Hunley hundió al USS Housatonic en el puerto de Charleston, Carolina del Sur.

### Primera Guerra Mundial
La guerra submarina durante la Primera Guerra Mundial fue en parte una lucha entre los U-Boot alemanes y los convoyes de suministros por el Atlántico con destino al Reino Unido. Los submarinos británicos y aliados realizaron un amplio espectro de operaciones en el mar Báltico, mar del Norte, océano Atlántico, mar Mediterráneo y mar Negro. Sólo unas pocas acciones tuvieron lugar fuera del Atlántico norte. Los ataques de los submarinos alemanes a los mercantes aliados  dieron a los norteamericanos una razón directa para entrar en la guerra en abril de 1917, lo que cautivó a muchas de las empresas industriales, por ejemplo, el trigo, el arroz, el café, etcétera. 
Se suponía que todos los participantes respetarían las Convenciones de La Haya de 1899 y 1907 pero no fue así en cuanto a los submarinos. Inicialmente los submarinos alemanes intentaron cumplir con las Normas de captura pero terminaron por hacer la guerra submarina sin restricciones. La presión diplomática norteamericana forzó a los alemanes a contener los ataques durante algún tiempo, pero en enero de 1917 Alemania estableció una Zona de Guerra que rodeaba a las islas británicas y hundió un 25 % de las naves que penetraron en ella, hasta que los convoyes comenzaron a contar con escolta militar. El hundimiento del Pathfinder fue la primera victoria en combate de un submarino moderno, junto con la hazaña del U-9, que hundió tres cruceros británicos en menos de una hora, le otorgaron al submarino el estatus de un nuevo e importante componente de la guerra naval.

### Segunda Guerra Mundial

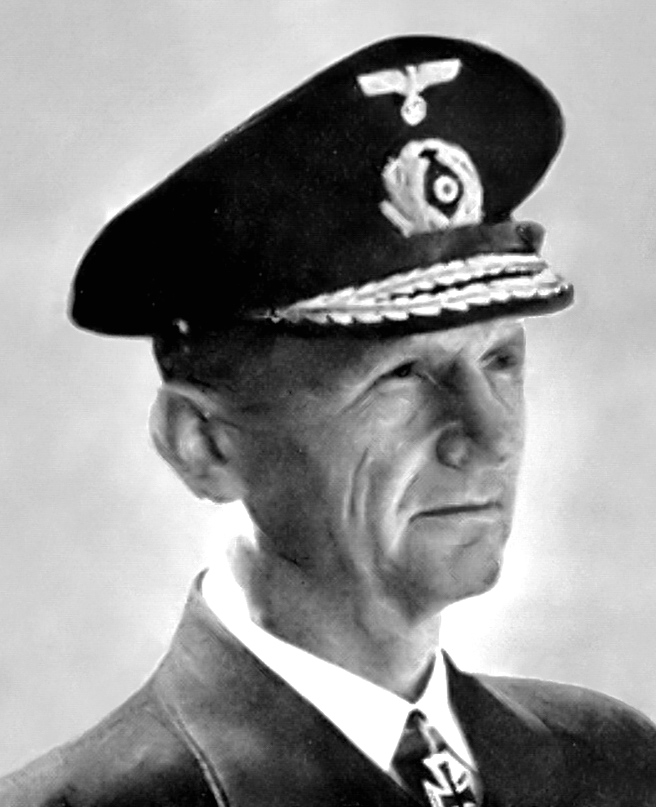
Karl Dönitz, Comandante en Jefe de la Kriegsmarine y principal impulsor de la campaña alemana de submarinos en el Océano Atlántico

Durante la Segunda Guerra Mundial, la guerra submarina se dividió en dos áreas principales: el Atlántico, donde operaron sobre todo los U-Boot alemanes, y el Pacífico, donde operaron submarinos japoneses y estadounidenses. También tuvieron lugar combates en el Mar Mediterráneo y en menor medida, en el Océano Índico. Los italianos también estuvieron involucrados pero lograron su mayor éxito utilizando submarinos enanos y torpedos humanos.

#### Océano Atlántico
Fue en este Océano donde los U-Boot llevaron a cabo la gran mayoría de sus operaciones, en un intento de cortar las rutas comerciales de Reino Unido con América y las colonias del Imperio Británico. En los primeros cuatro meses de guerra hundieron más de cien barcos. Además de los barcos de suministro, los sumergibles atacaban ocasionalmente barcos de guerra británicos. Un submarino hundió al portaaviones británico HMS Courageous, mientras que el U-47 del legendario comandante Günther Prien consiguió hundir al acorazado HMS Royal Oaken su puerto base de Scapa Flow.
Tras la entrada de los Estados Unidos en guerra, en diciembre de 1941, los submarinos alemanes hundieron barcos mercantes a lo largo de la Costa Este de los Estados Unidos, el Mar de las Antillas y el Golfo de México. Tuvieron un éxito inicial tan grande que llegó a ser conocido entre las tripulaciones de los sumergibles alemanes como los Segundos buenos tiempos. La institución de los apagones costeros y el sistema de convoyes llevaron a una disminución de los ataques y los submarinos volvieron a su anterior práctica de esperar a los convoyes aliados a mitad de su recorrido en el océano Atlántico.
El 9 de mayo de 1942, el destructor HMS Bulldog capturó al sumergible alemán U 110 y recobró, completa e intacta, una máquina Enigma, un ingenio de cifrado. La máquina se llevó a Bletchley Park, Inglaterra, donde se utilizó para descifrar el código concreto utilizado por los submarinos alemanes. Desde entonces los Aliados disfrutaron de ventaja, ya que podían interceptar y comprender algunas de las comunicaciones por radio alemanas, dirigiendo sus fuerzas navales al lugar donde podían ser más efectivas.

#### Océano Pacífico

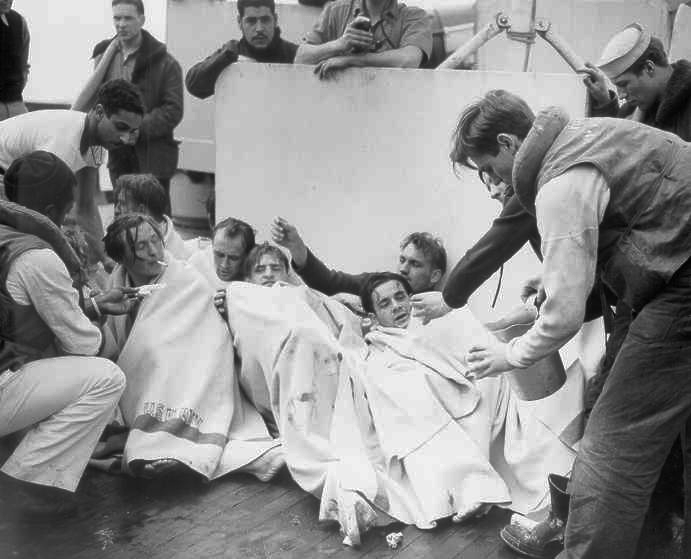
Supervivientes del submarino U-175 después de ser hundido, 17 de abril de 1943

En el Pacífico, la situación era distinta. Los submarinos estadounidenses eran los que buscaban barcos japoneses. Al final de la guerra, los submarinos estadounidenses habían destruido más de la mitad de todos los buques mercantes japoneses. Los submarinos británicos también participaron en ataques contra embarques japoneses, principalmente en aguas costeras. Los submarinos japoneses tuvieron éxito inicialmente, destruyendo dos portaaviones de la flota estadounidense, un crucero y varios otros barcos. Sin embargo, siguiendo una doctrina que se concentró en atacar buques de guerra, en lugar de mercantes más vulnerables, la flota japonesa más pequeña resultó ineficaz a largo plazo, mientras sufría grandes pérdidas por las medidas antisubmarinas aliadas. Los submarinos italianos y un submarino alemán operaron en el Océano Pacífico, pero nunca lo suficiente como para ser un factor importante, inhibido por la distancia y las difíciles relaciones con su aliado japonés.

#### Mar Mediterráneo
Cerca de sesenta submarinos alemanes realizaron el peligroso paso hacia el mar Mediterráneo a partir de 1941. Solo uno completó el viaje en ambos sentidos. Karl Dönitz, el jefe de la Kriegsmarine siempre se mostró reacio a enviar sus botes al Mediterráneo, pero reconoció que los cuellos de botella naturales como el Estrecho de Gibraltar eran más propensos a provocar el envío. encontrado y atacado que confiar en encontrarlo en el vasto océano Atlántico.
Los submarinos fueron enviados para ayudar a los italianos, aunque muchos fueron atacados en el Estrecho de Gibraltar y nueve fueron hundidos mientras intentaban el paso y otros diez resultaron dañados. El Mediterráneo es un cuerpo de agua claro y tranquilo que dificultó la fuga de los submarinos. El Eje falló en su objetivo.

#### Océano Índico
Los submarinos japoneses operaron en el Océano Índico, obligando a la flota de superficie británica a retirarse a la costa este de África. Algunos submarinos alemanes e italianos operaban en el Océano Índico, pero nunca lo suficiente como para desempeñar un papel importante.

### Tras la Segunda Guerra Mundial

#### Guerra de las Malvinas
Durante la Guerra de las Malvinas, más concretamente el 2 de mayo de 1982, el submarino británico HMS Conqueror torpedeó y hundió el crucero ligero ARA General Belgrano. Es el único caso de un barco hundido en guerra por un submarino nuclear.